# Jan Skarbek (historyk)
Jan Leon Skarbek (ur. 24 października 1940 w Nowym Targu, zm. 14 maja 2014 w Lublinie) – polski historyk, badacz dziejów XIX wieku, wiceprezes Polskiego Towarzystwa Historycznego.   

## Życiorys
Absolwent historii KUL (1963 mgr - Generał Jan Krukowiecki jako gubernator miasta Warszawy w powstaniu listopadowym; promotor: Andrzej Wojtkowski). Doktorat w 1972 na UW (Województwo lubelskie w powstaniu listopadowym 1830-1831; promotor: Stanisław Herbst). Od 1965 zatrudniony w Sekcji Historii Katolickiego Uniwersytetu Lubelskiego. Członek Towarzystwa Naukowego Katolickiego Uniwersytetu Lubelskiego, Lubelskiego Towarzystwa Naukowego, wiceprezes Polskiego Towarzystwa Historycznego, członek-założyciel Towarzystwa Instytutu Europy Środkowo-Wschodniej w Lublinie.

## Wybrane publikacje[1]
- (współautorzy: Jerzy Kłoczowski, Lidia Müllerowa), Zarys dziejów Kościoła katolickiego w Polsce, Kraków: Wydawnictwo Znak, 1986 (przekład węgierski: A katolikus egyház lengyelországban, ford.: Zágorhidi Czigány Balázs, Illés Pál Attila, Andrásfalvy Péter, Budapest: A Magyar Katolikus Püspoki Kar Egyháztörténeti Bizottsága 1994).
- Państwo, Kościół, niepodległość, pod red. Jana Skarbka, Jana Ziółka, Lublin: TNKUL 1986.
- Tomasz Puchalski, Pamiętnik 1827-1840, wstęp napisał Władysław Rostocki, rękopis przygotowali Jan Skarbek i Jan Ziółek, językoznawczo oprac. Tadeusz Brajerski, Lublin: TNKUL 1987.
- Katalog rękopisów Biblioteki Polskiej w Paryżu, t. 5: Instytucja "Czci i Chleba" nr 664-755, oprac. Jan Skarbek, Jan Ziółek, Lublin - Paryż: Katolicki Uniwersytet Lubelski - Biblioteka Polska 1990.
- Słownik biograficzny miasta Lublina, t. 1, pod red. Tadeusza Radzika, Jana Skarbka i Adama Andrzeja Witusika, Lublin: Wydawnictwo Uniwersytetu Marii Curie-Skłodowskiej, 1993.
- Belarus, Lithuania, Poland, Ukraine: the foundations of historical and cultural traditions in East Central Europe: international conference, Rome, 28 April - 6 May 1990, ed. Jerzy Kłoczowski, Jarosław Pelenski, Marian Radwan, Jan Skarbek, Stefan Wylężek, Lublin: Institute of East Central Europe - Rome: Foundation John Paul II 1994.
- Mniejszości narodowe i religijne w Europie Środkowowschodniej w świetle statystyk XIX i XX wieku : materiały z międzynarodowej konferencji " Mniejszości narodowe i religijne w pokomunistycznej Europie Środkowo-Wschodniej" Lublin 20-22 października 1992 roku, red. nauk. Zygmunt Sułowski, Jan Skarbek, Lublin: IEŚ-W 1995.
- Białoruś, Czechosłowacja, Litwa, Polska, Ukraina : mniejszości w świetle spisów statystycznych XIX-XX w. : liczebność i rozmieszczenie, stosunki narodowościowe, polityka narodowościowa : materiały z międzynarodowej konferencji Samoidentyfikacja narodowa i religijna a sprawa mniejszości narodowych i religijnych w Europie Środkowo-Wschodniej, Lublin 19-21 października 1993, red. nauk. Jan Skarbek, Lublin: IEŚ-W 1996.
- Samoidentyfikacja mniejszości narodowych i religijnych w Europie Środkowo-Wschodniej: problematyka atlasowa, red. nauk. Jan Skarbek, Lublin: IEŚ-W 1998.
- Nie znane losy uczestników powstań narodowych: 1830-1831, 1848, 1863-1864, oprac. i wstępem opatrzył Jan Ziółek, wyboru tekstów dokonali Ryszard Matura, Jan Skarbek, Lublin: TN KUL 2000.
- Źródła do dziejów rozgraniczenia diecezji łacińskich w Cesarstwie Rosyjskim w połowie XIX wieku, t. 1, cz. 1: Diecezja kamieniecka, diecezja łucko-żytomierska, wstęp i oprac. Jan Skarbek, Lublin: Instytut Europy Środkowo-Wschodniej 2000.
- Województwo lubelskie w powstaniu listopadowym 1830-1831, t. 1-2, Lublin: Wydawnictwo KUL 2011-2013.